# Encheloclarias velatus
Encheloclarias velatus es una especie de pez de la familia Clariidae en el orden de los Siluriformes.

## Morfología
• Los machos pueden llegar alcanzar los 16,9 cm de longitud total.

## Distribución geográfica
Se encuentra en el centro de Sumatra (Indonesia ).